# Список лауреатів Золотої медалі імені В. І. Вернадського Національної академії наук України

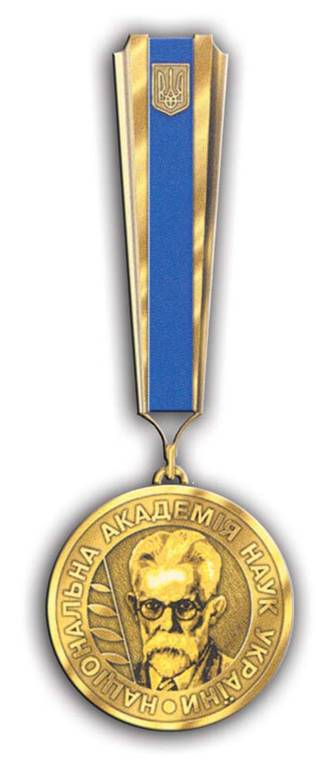
Золота медаль імені В. І. Вернадського НАН України

Лауреати Золотої медалі імені В. І. Вернадського Національної академії наук України:
| Рік  | Вітчизняний лауреат              | Досягнення | Іноземний лауреат                  | Країна             | Досягнення |
| ---- | -------------------------------- | --- | ---------------------------------- | ------------------ | --- |
| 2003 | Патон Борис Євгенович            | за видатні досягнення в галузі матеріалознавства | —                                  | —                  | — |
| 2004 | Костюк Платон Григорович         | за видатні досягнення в галузі нейрофізіології та мембранології                                                                                      | Сільвестер Візі                    | Угорщина           | за видатні досягнення в галузі нейрофізіології та мембранології                                                                            |
| 2005 | Скопенко Віктор Васильович       | за видатні досягнення в галузі координаційної хімії                                                                                                  | Плате Микола Альфредович           | Росія              | за видатні досягнення в галузі хімії і фізики полімерів                                                                                    |
| 2006 | Митропольський Юрій Олексійович  | за видатні досягнення в теорії диференціальних рівнянь, створення асимптотичних методів нелінійної механіки і математичної фізики та їх застосування | Осипов Юрій Сергійович             | Росія              | за видатні досягнення в теорії оптимального керування, розвиток спектральної теорії стабілізації руху нелінійних систем та їх застосування |
| 2007 | Попович Мирослав Володимирович   | за видатні досягнення в галузі філософії | Жорж Ніва                          | Франція            | за видатні досягнення в галузі славістики                                                                                                  |
| 2008 | Бар'яхтар Віктор Григорович      | за видатні досягнення в галузі теорії твердого тіла і статистичної фізики                                                                            | Кадишевський Володимир Георгійович | Росія              | за видатні досягнення в галузі теорії елементарних частинок та квантової теорії поля                                                       |
| 2009 | Марченко Володимир Олександрович | за видатні досягнення в галузі функціонального аналізу та математичної фізики                                                                        | Жан Бургейн                        | США                | за видатні досягнення в теорії гармонічного аналізу, ергодичній теорії та теорії чисел                                                     |
| 2010 | Лисиця Михайло Павлович          | за видатні досягнення в галузі оптики та спектроскопії                                                                                               | Мануель Кардона                    | Італія             | за видатні досягнення у фізиці та оптиці твердого тіла                                                                                     |
| 2011 | Олійник Борис Ілліч              | за видатні досягнення в галузі української літератури та літературознавства                                                                          | Блаже Петров Ристовскі             | Північна Македонія | за видатні досягнення у галузі та мистецтвознавства слов'янської історії, літератури та мистецтвознавства                                  |
| 2012 | Багров Микола Васильович         | за визначні досягнення в галузі географії та геоекології                                                                                             | Лавьоров Микола Павлович           | Росія              | за видатні досягнення у галузі металогенії уранових родовищ, економіки мінеральних ресурсів та радіоекології                               |
| 2013 | Гузь Олександр Миколайович       | за визначні досягнення в галузі механіки деформівних тіл                                                                                             | Герберт Манг                       | Австрія            | за визначні досягнення в галузі механіки деформівних тіл                                                                                   |
| 2014 | Локтєв Вадим Михайлович          | за видатні досягнення в галузі фізики високотемпературної надпровідності                                                                             | Абрикосов Олексій Олексійович      | Росія              | за видатні досягнення в галузі фізики надпровідності                                                                                       |
| 2015 | Єльська Ганна Валентинівна       | за видатні досягнення в галузі молекулярної біології і біоелектроніки                                                                                | Ентоні Тернер                      | Швеція             | за видатні досягнення в галузі біоелектроніки                                                                                              |
| 2016 | Скороход Валерій Володимирович   | за видатні досягнення в галузі наукових основ порошкової металургії                                                                                  | Тавадзе Георгій Фердинандович      | Грузія             | за видатні досягнення в галузі наукових основ порошкової металургії                                                                        |
| 2017 | Моргун Володимир Васильович      | за видатні досягнення у галузі генетики та селекції сільськогосподарських рослин                                                                     | Юрій Федак                         | Канада             | за видатні досягнення у галузі генетики та селекції сільськогосподарських рослин                                                           |
| 2018 | Онищенко Олексій Семенович       | за видатні досягнення в галузі дослідження і популяризації національної наукової спадщини                                                            | Міхаель Мозер                      | Австрія            | за видатні досягнення у галузі україністики і соціолінгвістики                                                                             |
| 2019 | Анатичук Лук'ян Іванович         | за видатні досягнення в галузі термоелектричного матеріалознавства                                                                                   | Гринь Юрій Миколайович             | Німеччина          | за видатні досягнення в галузі термоелектричного матеріалознавства                                                                         |
| 2020 | Наумовець Антон Григорович       | за видатні досягнення в галузі наноелектроніки і фізики поверхні                                                                                     | Антон Цайлінґер                    | Австрія            | за видатні досягнення в галузі квантової електроніки та здійснення телепортації фотонів                                                    |